# 髙﨑秀雄
髙﨑 秀雄（たかさき ひでお、1953年8月11日 - ）は日本の実業家。日東電工株式会社代表取締役社長。

## 経歴・人物
大阪府出身。明治大学商学部卒業後、1978年日東電工株式会社入社。
日東ヨーロッパ社長、常務執行役員、専務執行役員などを経て、2014年4月から現職。
趣味はゴルフとピアノ演奏。